# Dardistán
Dardistán (del farsi: داردستان) es un término inventado por el orientalista británico Gottlieb William Leitner (1840-1899) durante el siglo XIX para designar territorios que actualmente corresponden al norte de Pakistán, Cachemira y parte del noreste de Afganistán, con predominio de los idiomas dárdicos y kafiríes. En un sentido más limitado cubre los territorios de idioma shina (shin) en la zona de Gilgit-Baltistán conocidos como Yaghistán; y en sentido más amplio incluye al Balawaristán y los antiguos estados tributarios de Hunza, Nagar, Chitral y Yasin, zona que después fue conocida como Kafiristán (palabra mixta árabe-indoirania conformada por kafir: ‘pagano’, y el sufijo persa stán: ‘territorio, país’).

## Epónimo
El nombre le fue dado a partir de la mitología hinduista, que menciona el país de los darada. El célebre historiador griego Heródoto (III. 102-105) es el primero que habla y sitúa el país de los dardos o dards entre Cachemira y Afganistán:

Hay otros indios que residen en las fronteras de la ciudad de Kaspatyros y el territorio de Pakytan.

Kaspatyros o Kaspapyros parece ser Cachemira, y Pakytan referiría a los pastunes o afganos. También se hace referencia a estos pueblos en el Majabhárata (texto épico-religioso hinduista del siglo III a. C.), donde se menciona el homenaje de la «hormiga de oro» (pipilika) presentadas por las naciones del norte como tributo al rey Iudistira, el hijo mayor del rey Pandu.
Estrabón y Plinio el Viejo mencionan los dardoi, dardae o derdae; los autores en idioma sánscrito hablan de los darada, que estuvieron bajo influencia del budismo: Buda envió a algunos de sus misioneros a las regiones de Darada e Himavant.
Los pueblos dardís o dárdicos no tienen un nombre común. Cada grupo vivía bastante aislado en su propio valle y poseía su propio etnónimo (nombre de etnia). En 1831 Sayyid Ahmad Brelwi fue derrotado en Balakot por los sikhs dirigidos por el príncipe Shiro Singh (hijo del señor de Lahore, Ranjit Singh) y sus seguidores (mudjahidin) se refugiaron en Yaghistán. Tal actividad bélica provocó el cierre de la zona (que duró dos siglos, hasta 1959). En 1850 los cachemiros fueron derrotados por el grupo dardí de los txiles, pero tomaron revancha al año siguiente conquistando su principal fortaleza bajo la dirección de Bakhshi Hari Singh y Divan Hari Chand, y dispersando a las tribus dardís que fueron en su ayuda. Sin embargo los estados de Hunza y Nagar nunca fueron vasallos de Cachemira. Los pueblos dardís se enfrentaron a los Dogri de Cachemira los cuales efectuaron varias expediciones en tiempo de Gulab Singh. La historia del Dardistán fue escrita por primera vez por Gottlieb William Leitner después de visitar la zona en 1866.
El islam es la religión dominante; una forma de chiismo está presente en Hunza, Nagar y parte de Chitral que reconoce al Aga Khan (ismailismo), el resto es suní.

## Idiomas dárdicos
- Damelí
- Domaakí
- Gawar-bati
- Kalamí
- Kalasha
- Kashmirí
- Khowar
- Kohistani
- Ningalamí
- Pashayí
- Phalura
- Shina
- Shumashti